# Бадью, Ален
Але́н Бадью́ (фр. Alain Badiou; 17 января 1937, Рабат, Французское Марокко) — современный французский философ.

## Жизнь
Отец Алена Бадью, Раймон Бадью, участник Сопротивления, был мэром Тулузы с 1944 по 1958 год.
Ален Бадью получил формальное философское образование в Высшей нормальной школе, в период обучения (с 1956 по 1961 год) одновременно посещал Сорбонну. Уже тогда, после встречи с математиком и будущим художником Морисом Матьё, проявился его интерес к математике и политическая активность. Бадью был одним из членов-учредителей Объединённой социалистической партии (PSU), отколовшейся от Французской коммунистической партии и активно боровшейся, среди прочего, за деколонизацию Алжира. Свой первый роман Бадью написал в 1964 году. В 1967 году он присоединился к исследовательской группе, организованной Луи Альтюссером, в своей теоретической работе всё более подпадая под влияние Жака Лакана. Огромное воздействие на Бадью оказали студенческие волнения мая 1968 года, они навсегда укрепили его в крайне левых убеждениях, в силу которых он постоянно принимал участие в организации коммунистических и маоистских групп (например, Союза коммунистов Франции (марксистов-ленинцев), фр. Union des Communistes de France Marxiste-Léniniste, UCFML). Особенно благоприятным для Союза коммунистов Франции (марксистов-ленинцев) периодом оказались 1970-е годы, которые Бадью позже назвал «красным десятилетием». В эти годы выходят такие важные работы теоретика французского маоизма, как «Теория противоречия» (1975), «Об идеологии» (1976), «Рациональное зерно гегелевской диалектики» (1977). Также в это время был написан ряд фрагментов, впоследствии собранных воедино и изданных под заглавием «Теория субъекта» (1982).
В 1969 году он начал преподавать в университете Парижа VIII, который является оплотом антибуржуазного мышления. Здесь он вступил в жёсткую интеллектуальную дискуссию с коллегами по университету Жилем Делёзом и Жаном-Франсуа Лиотаром. С точки зрения Бадью, их постструктуралистская философия была отклонением от магистрального направления марксистской мысли.
В 1985 году совместно с товарищами по UCFML Сильвеном Лазарю и Наташей Мишель он основал группу Политическая организация, которой они руководят и поныне.
В 1988 году он издал работу «Бытие и событие», которая, как полагают многие, является его главным произведением. В 1989 году был издан «Манифест философии», в котором в сжатой форме изложены идеи «Бытия и события».
С 1999 года Бадью преподаёт в Высшей нормальной школе. Он также ведёт курсы во многих других французских вузах, например, в Международном философском коллеже и в Европейском институте междисциплинарных исследований (European Graduate School).
Помимо философии и политики, Ален Бадью выступает в качестве драматурга и романиста.

## Творчество и деятельность
Бадью испытал серьёзное влияние Луи Альтюссера и его важнейших работ по эпистемологии. В своих философских работах Бадью обращается к математике, как к языку, по его мнению, единственно способному структурно задать онтологию.
Творчество и всю деятельность Алена Бадью можно разделить на две части.
Одна часть — его работы по философии в собственном смысле этого слова, из которых наиболее знаменита фундаментальная книга «Бытие и событие». Этот текст, исследующий также математику, литературу, политику и любовь, довольно труден для понимания, снабжён множеством примечаний и глоссарием.
Более лёгкими путями чтобы понять философию Бадью, являются такие его работы, как сборник «Условия» с критическим предисловием Франсуа Валя и три связанных работы — «Краткий трактат по метаполитике», «Малое руководство по инэстетике», «Краткий трактат по транзиторной онтологии» (Краткий трактат по переходной онтологии), вышедшие в 1998 году.
Бадью также является активным политическим борцом: он был одним из лидеров французского маоизма (вместе с Бенни Леви, лингвистом Жаном-Клодом Мильнером, психоаналитиками лакановской школы Жаком-Аленом Миллером и Жераром Миллером, и др.), и он не отрекается от этого прошлого. Но он и борец в области философии, как можно видеть из большинства его недавних работ: «Этика», серия «Обстоятельства» (I, II и III, в которой он исследует отношение антисемитов к евреям, которая говорит о терроризме и о французских выборах 2002 года), и недавние «Век» и, наконец, — как продолжение «Бытия и события» — «Логики мира» (начало 2006 года). Уступая отчасти, если не в строгости, то, по меньшей мере, в точности и детальности требованиям университетской философии, Бадью демонстрирует все достоинства синтеза, оригинальности в аналитической работе и силе убеждения. Будучи одним из лучших историков идей, он умеет свести суть эпохи к нескольким тезисам или понятиям. Сверх того, Бадью убеждён, что философия должна говорить о своём времени, и, как и большинство континентальных философов его поколения, он борется с идеей, согласно которой философскими проблемами являются вечные вопросы, которые везде и всегда разрабатывались сходным образом. Наконец, он один из немногих, как правоверный приверженец, продолжает поддерживать и защищать (может быть, не всегда в полном объёме, как сам он того желает) ниспровергаемые сегодня тезисы: отказ от гуманизма и от утверждения, что человек является высшей ценностью, отказ от парламентской демократии, защиту коммунизма и т. д. В этом смысле он является видной фигурой французской интеллектуальной жизни, как это подтверждает относительный успех его последней книги «Век», и, после кончины Деррида он неоспоримо является наиболее известным за границей французским философом (особенно в Латинской Америке, где интерес к нему, несомненно, вписывается в общую моду на французскую философию) и, в частности, потому, что он продолжает сартровскую традицию, для которой философия и политическая ангажированность неразделимы.

### Философия, политика, критика
- Понятие модели. Введение в материалистическую эпистемологию математики (Le Concept de modèle. Introduction à une épistémologie matérialiste des mathématiques. — Paris: Maspero, 1969.)
- Теория противоречия (Théorie de la contradiction. — Paris: Maspero, 1975)
- Об идеологии (В соавторстве с Ф. Больме; De l’idéologie / avec F. Balmès. — Paris: Maspero, 1976)
- Рациональное зерно гегелевской диалектики (В сотрудничестве с Л. Моссо и Жю Белассаном; Le Noyau rationnel de la dialectique hégélienne / en collaboration avec L. Mossot et J. Bellassen. — Paris: Maspero, 1977)
- Теория субъекта (Théorie du sujet. — Paris: Seuil, 1982. Coll. L’ordre philosophique.)
- Можно ли мыслить политику? (Peut-on penser la politique? — Paris: Seuil, 1985.)
- Бытие и событие (L’Etre et l'Événement. — Paris: Seuil, coll.L’ordre philosophique, 1988.)
- Манифест в защиту философии (Манифест философии; Manifeste pour la philosophie. — Paris: Seuil, coll.L’ordre philosophique, 1989.)
- Рапсодия для театра (Rhapsodie pour le théâtre, Paris, Imprimerie nationale, 1990)
- Число и числа (Le Nombre et les nombres. — Paris: Seuil 1990. Coll. Des travaux.)
- Условия (Conditions. — Paris: Seuil, 1992. Coll. L’ordre philosophique.)
- Политика и современность (Коллективное; Politique et modernité / Badiou et al. — Bordeaux: Osiris, 1992.)
- Этика. Эссе о сознании зла (L'Éthique. Essai sur la conscience du mal. — Paris: Hatier, 1993. Переиздание: Cean: Nous, 2003.)
- Беккет: неисчерпаемое желание (Beckett, l’increvable désir, Paris, éd. Hachette, 1995)
- Жан Боррей: Разум и Другой (Коллективное; Jean Borreil: La raison de l’autre. Badiou et al. — Paris: L’Harmattan, 1995. Coll. La philosophie en commun.)
- Делёз (Deleuze. — Paris: Hachette, 1997.)
- Святой Павел. Основание универсализма (Saint Paul. La fondation de l’universalisme. — Paris: PUF, 1997.)
- Скрытая катастрофа: О конце истины государства (D’un désastre obscur: Sur la fin de la vérité d'État. — Paris: l’Aube, 1998.)
- Краткий трактат о переходной онтологии (Court Traité d’ontologie transitoire. — Paris: Seuil, 1998.)
- Малое руководство по инэстетике (Petit Manuel d’inesthétique. — Paris: Seuil, 1998.)
- Сокращенное изложение метаполитики (Abrégé de métapolitique. — Paris: Seuil, 1998.)
- О любви (Коллективное; De l’amour. Badiou et al. École de la Cause freudienne. — Paris: Flammarion, 1999.)
- Обстоятельства, 1: Косово, 11 сентября, Ширак/Ле Пен (Circonstances, 1: Kosovo, 11 septembre, Chirac/Le Pen. — Paris: Éditions Léo Scheer, 2003)
- Обстоятельства, 2: Ирак, куфия, Германия/Франция (Circonstances, 2. Irak, foulard, Allemagne/France, Lignes & Manifeste, 2004)
- Обстоятельства, 3: Направленность слова «еврей» (Circonstances, 3. Portées du mot " juif ", Lignes & Manifeste, 2005)
- Век (Le Siècle. — Paris: Seuil, 2005)
- Логики миров. Бытие и событие 2 (Logiques des mondes. L’Être et l’Événement, 2, Paris, éd. Seuil, 2006)
- Обстоятельства, 4: Что именует имя Саркози? (Circonstances, 4. De quoi Sarkozy est-il le nom ?, Éditions Lignes, 2007)
- Маленький портативный пантеон (Petit panthéon portatif, Paris, éd. La Fabrique, 2008)
- Мао. О практике и противоречии (В соавторстве со С. Жижеком; Mao. De la pratique et de la contradiction, avec Slavoj Žižek, Paris, éd. La Fabrique, 2008)
- Второй манифест философии (Second manifeste pour la philosophie, Paris, éd. Fayard, 2009)
- Антифилософия Витгенштейна (L’Antiphilosophie de Wittgenstein, Paris, éd. Nous, 2009)
- Хвала любви (Éloge de l’amour, Paris, Flammarion, 2009)
- Обстоятельства, 5: Коммунистическая гипотеза (Circonstances, 5. L’Hypothèse communiste, Éditions Lignes, 2009)
- Кино (Cinéma, Paris, Nova éditions, 2010)
- Хайдеггер. Нацизм, женщины, философия (В соавторстве с Барбарой Кассен; Heidegger. Le nazisme, les femmes, la philosophie, avec Barbara Cassin, Paris, éd. Fayard, 2010)
- Сексуальных отношений не существует. Две лекции о Лакановском «Шальном» (В соавторстве с Барбарой Кассен; Il n’y a pas de rapport sexuel. Deux leçons sur " L’Étourdit ", de Lacan, avec Barbara Cassin, Paris, éd. Fayard, 2010)
- Философия и событие (La Philosophie et l'Événement, entretiens avec Fabien Tarby, éd. Germina, 2010)
- Пять лекций о Вагнере (Cinq leçons sur le cas Wagner, Nous, 2010)
- Конечное и бесконечное (Le Fini et l’Infini, Bayard, 2010)
- Объяснение, разговор с Аленом Финкелькротом (L’Explication, conversation avec Aude Lancelin, avec Alain Finkielkraut, Éditions Lignes, 2010)
- Антисемитизм везде: сегодня во Франции (В соавторстве с Эриком Азаном; L’antisémitisme partout : aujourd’hui en France, d’Alain Badiou & Éric Hazan, La Fabrique, 2011)
- Загадочная связь между политикой и философией (La Relation énigmatique entre politique et philosophie, éd. Germina, 2011)
- Обстоятельства, 6: Пробуждение Истории (Circonstances, 6. Le Réveil de l’Histoire, Éditions Lignes, 2011)
- Республика Платона (La République de Platon, Fayard, 2012)
- Обстоятельства, 7: Саркози: хуже, чем предполагалось; Другие: предвидеть худшее (Sarkozy : pire que prévu ; Les autres : prévoir le pire, Éditions Lignes, 2012)
- Жак Лакан: прошлое в настоящем (в соавторстве с Элизабет Рудинеско; Jacques Lacan, passé présent. Dialogue, par Elisabeth Roudinesco, Alain Badiou, Seuil, 2012)

### Переводы на русский
- Бадью А. Апостол Павел. Обоснование универсализма / Пер. с фр.  О. Головой. — М.: Московский философский фонд; СПб.: Университетская книга, 1999. — ISBN 5-85133-062-7, ISBN 5-7914-0008-X
- Бадью А. Философские соображения по поводу нескольких недавних событий // Критическая масса. — 2002. — № 1.
- Бадью А. Тайная катастрофа. Конец государственной истины // Социологос (альманах): Альманах Российско-французского центра социологии и философии Института социологии Российской Академии наук. — М.: Институт экспериментальной социологии; СПб.: Алетейя, 2002.
- Бадью А. Век поэтов / Пер. с фр.  С. Фокина // Новое литературное обозрение. — 2003. — № 63.
- Бадью А. Философские соображения по поводу нескольких недавних событий / Пер. В. Е. Лапицкого // Мир в войне: победители/побежденные. 11 сентября 2001 года глазами французских интеллектуалов: Антология. — М.: Прагматика культуры, 2003. — 204 с. — ISBN 5-7333-0232-2
- Бадью А. Манифест философии. — СПб.: Machina, 2003. — ISBN 5-901410-29-7
- Бадью А. Делёз. «Шум бытия». — М.: Прагматика культуры, Логос-Альтера, 2004. — 184 с. — (Серия: Интеллектуальные биографии.) — ISBN 5-98392-007-3
- Бадью А. Единица делится надвое // Синий диван. — 2004. — № 5.
- Бадью А. Мета/Политика: Можно ли мыслить политику?: Краткий курс метаполитики / Пер. с фр. Скуратова Б., Голубович К. под ред. Никифорова О. — М.: Логос, 2005. — 240 с. — ISBN 5-8163-0068-7
- Бадью А. Этика. Очерк о сознании зла. / Пер. В. Е. Лапицкого. — СПб.: Machina, 2006. — 126 с.
- Бадью А. Обстоятельства, 3. Направленность слова «еврей» / Пер. М. Ю. Бендет. — СПб.: Академия Исследования Культуры, 2008. — 144 с.
- Бадью А. Обстоятельства, 4. Что именует имя Саркози? / Пер. С. Л. Фокина. — СПб.: Академия Исследования Культуры, 2008. — 192 с.
- Бадью А. Рапсодия для театра : краткий философский трактат / Пер. И. Кушнарёвой. — М.: Модерн, 2011. — 95 с.
- Бадью А. Малое руководство по инэстетике / пер. с фр. Д. Ардамацкой, А. Магуна. — СПб. : Издательство Европейского университета в Санкт-Петербурге, 2014. — 156 с. — (Эстетика и политика; вып. 3).
- Бадью А. Век. М.: Издательство «Логос», проект letterra.org, 2016. — 224 с.

## Рецензии
- Стас Шурипа. Случайная мобилизация // Синий диван. — 2003. — № 3.
- Софронов В. Измениться, чтобы понять // Синий Диван. — 2006. — № 8.
- Ольшанский Д. В. Страх как политическое событие // Журнал «Пушкин». — 2009. — № 1.
- Дубровских А. А. Проблема извлечения «рационального зерна» гегелевской диалектики в работах Алена Бадью периода «красного десятилетия» // Постулат. 2019. № 8.
- Дубровских А. А. Понятие коммунистического инварианта в политической философии Алена Бадью http://maoism.ru/15643

### Тексты в Интернете

#### Тексты по-английски
- The Adventure of French Philosophy
- Behind the Scarfed Law, There is Fear Архивная копия от 17 марта 2007 на Wayback Machine (О французском законе о светском образовании и запрете на ношение религиозной символики в школах)
- The Cultural Revolution: The Last Revolution? (PDF)
- Eight Theses on the Universal
- An Essential Philosophical Thesis: «It Is Right to Rebel against the Reactionaries» (PDF)
- Fifteen Theses on Contemporary Art
- Further Selections from Théorie du sujet on the Cultural Revolution (PDF)
- Highly Speculative Reasoning on the Concept of Democracy (из Metapolitics)
- On the Truth-Process (Лекция и дискуссия)
- One Divides into Two (О Ленине)
- The Political as a Truth Procedure (из Metapolitics)
- The Scene of Two (Английский перевод из De l’amour)
- Selections from Théorie du sujet on the Cultural Revolution (PDF)
- The Subject of Art (Deitch Projects, New York, April 1 2005)
- The Triumphant Restoration (PDF)
- What Happens (PDF) (О Сэмюэле Беккете)
- What is to be Thought? What is to be Done? Архивная копия от 8 июля 2006 на Wayback Machine (О президентских выборах во Франции в 2002; совместно с С. Лазарю и Н. Мишель)
- What is Love? (PDF)

#### Тексты по-французски
- Considérations philosophiques sur des événements récents (недоступная ссылка) (PDF) (По поводу 11 сентября 2001)
- De la demande de faire des lois et de la façon d’y répondre
- De la dialectique négative dans sa connexion à un certain bilan de Wagner (часть перавя; часть вторая) (Две лекции об Адорно и Вагнере)
- L’humiliation ordinaire (О гражданских беспорядках во Франции в 2005; английский перевод)
- Notes sur Le Dernier des hommes (О фильме «Последний человек» Ф. В. Мурнау.)
- Panorama de la philosophie française contemporaine
- Un, multiple, multiplicité(s) (О Жиле Делёзе)

#### Тексты по-русски
- Тела, языки, истины (2006)
- Разрушение, отрицание, вычитание (2007)
- О современном обскурантизме (2010)
- Восточный ветер сбивает западную спесь (2011)
- Тезисы о современном искусстве
- Тайная катастрофа: Конец государственной истины
- Основной философский тезис: «Правильно восставать против реакционеров» — Перевод с англ. — « »Дмитрия Колесника главы 1 «Теории противоречия» Алена Бадью (1975) по изданию: Alain Badiou. An Essential Philosophical Theses: «It is Right to Rebel against the Reactionaries» // Positions 2005. winter 13:3. P. 669—677.
- «Манифест философии» (1989; рус. пер. 2003)
- Родовая идентичность рабочего класса достигла предела насыщения
- Закон о хиджабе (2004)
- Порнография настоящего (2013)

#### Тексты по-украински
- Про европейську конституцію і референдум
- Анабазис
- Спільне зникнення Людини і Бога
- ХВАЛА ЛЮБОВІ
- Доведення, засідка та зоря. П’ятнадцять тез про сучасне мистецтво
- Тези про сучасне мистецтво
- Буденне приниження
- Чи є слово «комунізм» приреченим назавжди?
- Гніт скінченності: про Україну та Єгипет
- ДЕМОКРАТІЯ ТА КОРУПЦІЯ: ФІЛОСОФІЯ РІВНОСТІ
- Двадцять чотири зауваги про вжиток слова «народ»
- СУЧАСНЕ БЕЗСИЛЛЯ
- Триколор і червоний стяг
- «Авангарди», «Нескінченне» (розділи з книги «Століття»)
- Справжня і хибна суперечність сучасного світу
- Голосувати чи перевинайти політику?
- Не потрібно істеризувати результати виборів
- Ідея комунізму й питання про терор
- Прийшла епоха переможних революцій
- Ми досі сучасники Травня-68

### Интервью

#### Английские интервью
- «Being by Numbers» (part one; part two; part three; part four; part five; Интервьюер Lauren Sedofsky)
- A Conversation with Alain Badiou (Интервьюер Mario Goldenberg)
- On Evil (Интервьюеры Christoph Cox и Molly Whalen)
- «Universal Truths & the Question of Religion» (Интервьюер Adam S. Miller)

#### Французские интервью
- L’être, l’événement, la militance (Интервьюер Nicole-Édith Thévenin)

#### Русские интервью
- Между политикой и философией: Ален Бадью , Интервьюер Маруся Климова)
- Интервью Алена Бадью о перспективах протестного движения на Западе: «Родовая идентичность рабочего класса достигла предела насыщения»
- «Мы, левые, находимся в начале 19-го века…»